# Taoniinae
Sous-famille
Les Taoniinés (Taoniinae) forment une sous-famille de céphalopodes décapodes marins.

## Taxonomie
La sous-famille Taoniinae est décrite par le zoologiste allemand Georg Johann Pfeffer en 1912. Le genre type en est Taonius.

## Liste des genres
Selon WoRMS :
- genre Bathothauma Chun, 1906
- genre Egea Joubin, 1933
- genre Galiteuthis Joubin, 1898
- genre Helicocranchia Massy, 1907
- genre Liguriella Issel, 1908
- genre Megalocranchia Pfeffer, 1884
- genre Mesonychoteuthis Robson, 1925
- genre Sandalops Chun, 1906
- genre Taonius Steenstrup, 1861
- genre Teuthowenia Chun, 1910